# Les Geeks
Les Geeks est une série de bande dessinée humoristique  racontant la vie quotidienne de jeunes adultes plus ou moins geeks. Chaque album est constitué de gags en une planche. 
Publiés par Soleil entre 2008 et 2015, ses onze albums ont été écrits par le collectif GANG, dessinés par Thomas Labourot et mis en couleurs par Christian Lerolle.

## Présentation
Onze tomes différents sont réalisés, de 2008 à 2015, reprenant d'un tome à l'autre les personnages imaginés, Fred, Julie, Vince, Charline, Hubert, CB et Arnold, de jeunes adultes, supposés tendance, et  passionnés par l'informatique ou par les univers dérivés de super-héros, de mangas, les personnages des éditions Marvel Comics, etc.. La bande dessinée doit peut être son succès à l'assimilation d'une génération de lecteurs à certaines facettes de ses personnages,.
Le 8 août 2017, les auteurs annoncent officiellement l’arrêt de la série.
Cette bande dessinée a donné lieu à une série d'épisodes de quatre minutes en prise de vue réelle, elle aussi baptisée Les Geeks. Elle est réalisée en 2011 par Erwan Marinopoulos,. 

## Albums
- Les Geeks, Soleil :

1. Un clavier AZERTY en vaut deux (Janvier 2008)
2. Dans le doute, reboote ! (Novembre 2008)
3. Si ça rate, formate ! (Mai 2009)
4. Hacker vaillant rien d'impossible (Septembre 2009)
5. Les geekettes contre-attaquent (Avril 2010)
6. Je ne suis pas un numéro, je suis un tome libre  (Octobre 2010)
7. 7 4L8UM 3$T F4I7 P0UR V0U5  (août 2011)
8. Vers l'∞ et au-delà (Avril 2012)
9. La communauté du nano (Mai 2013)
10. Jamais 10 sans 11 (août 2014)
11. Keep calm and carry onze (Novembre 2015)